# Гёрен-Дёлен
Гёрен-Дёлен (нем. Göhren-Döhlen) — община в Германии, в земле Тюрингия, входит в район Грайц в составе сельского округа Аума-Вайдаталь.
Население составляет 143 человека (на 31 декабря 2010 года). Занимает площадь 4,58 км².

## Состав коммуны
В состав коммуны входят две деревни Гёрен и Дёлен, расположенные в 500 метрах друг от друга.

## История
Первое упоминание о поселении Дёлен относится к 1230 году, а о поселении Гёрен — к 1324 году. Коммуна же была образована во второй половине XX века.
1 декабря 2011 года, после проведённых реформ, коммуна Гёрен-Дёлен вошла в состав нового сельского округа Аума-Вайдаталь в качестве района.

## Галерея

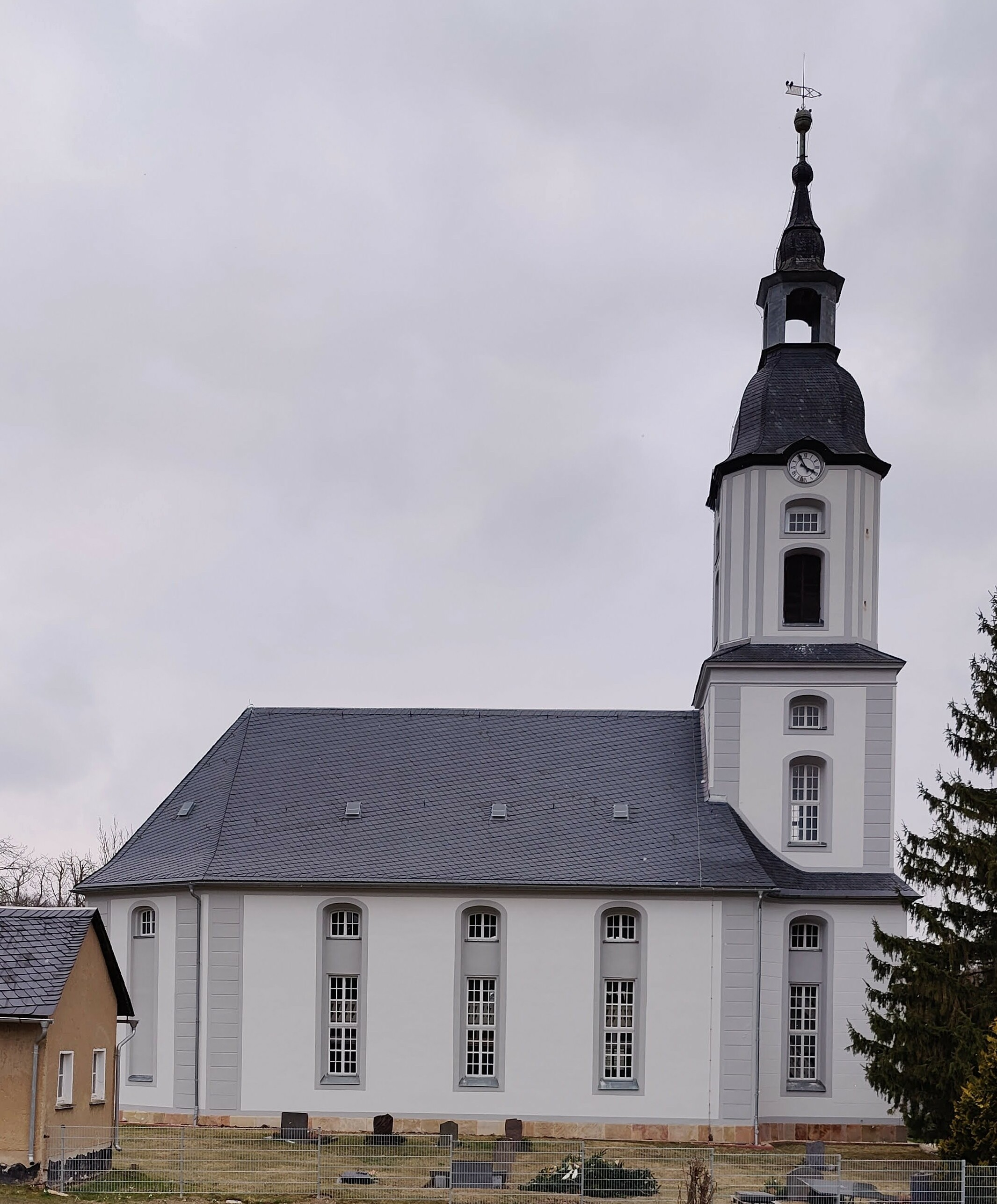
Церковь в Дёлене
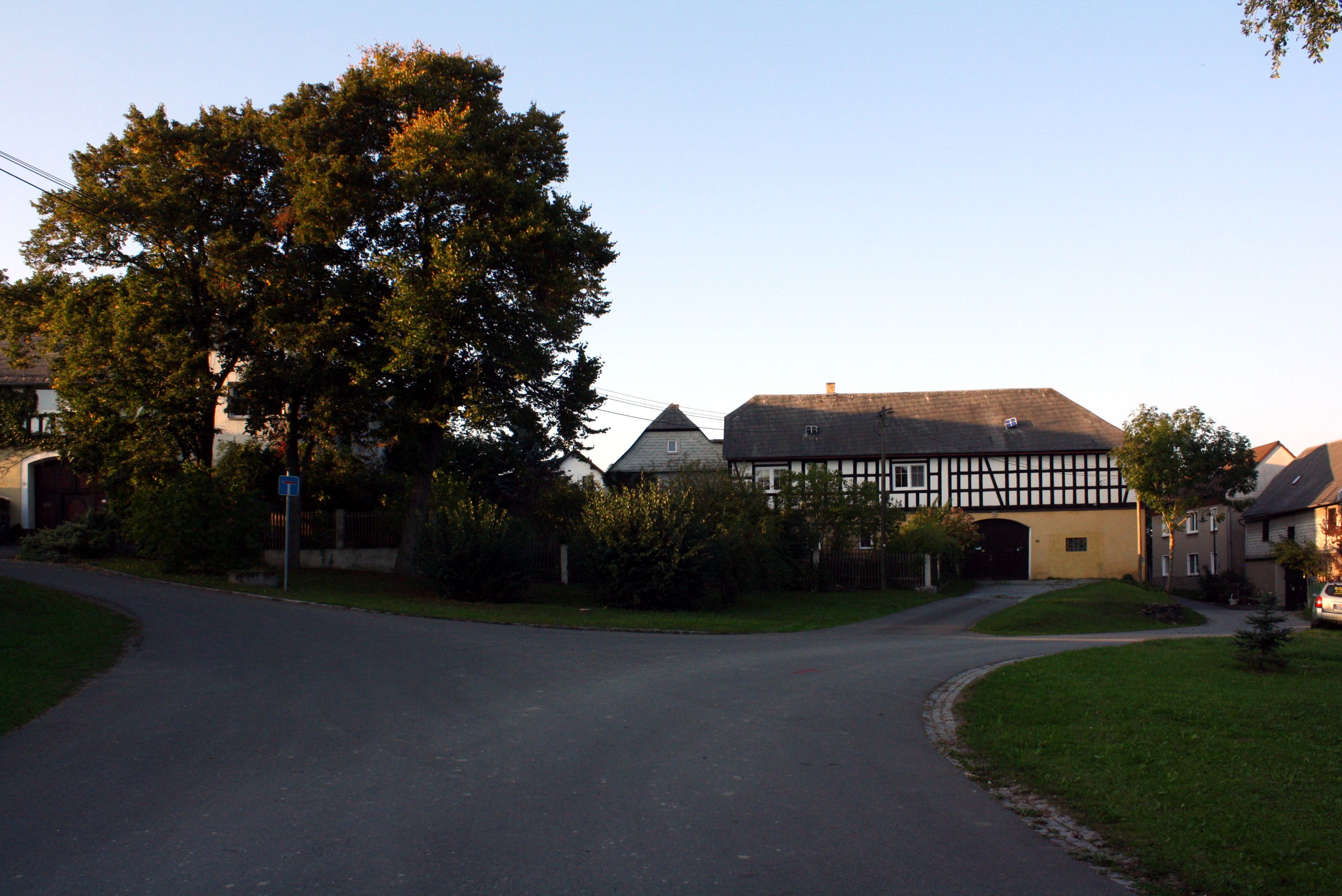
Центр Гёрена